# The Bully of Bingo Gulch
Pour plus de détails, voir Fiche technique et Distribution.
The Bully of Bingo Gulch est un film muet américain réalisé par Otis Thayer et sorti en 1911.

## Fiche technique
- Réalisation : Otis Thayer
- Scénario : Otis Thayer
- Producteur :  William Selig
- Société de production : Selig Polyscope Company
- Société de distribution : Selig Polyscope Company
- Pays d'origine :  États-Unis
- Langue : film muet avec les intertitres en anglais
- Format : Noir et blanc — 35 mm — 1,33:1 — Muet
- Date de sortie : 
  -  États-Unis : 26 décembre 1911

## Distribution
- William Duncan : Wild Jim
- Tom Mix : Pop Lynd
- Myrtle Stedman : Jess Lynd
- Charles Farra : Hiram Hughes
- Rex De Rosselli : Easy Thompson
- Old Blue : le cheval de Tom Mix